# Кинг анд Квин Корт Хаус (Вирџинија)
Кинг анд Квин Корт Хаус (енгл. King and Queen Court House) насељено је место без административног статуса у америчкој савезној држави Вирџинија.

## Демографија
По попису из 2010. године број становника је 85.
| Група             | 2000.    | 2010.      |
| Белци             | 0 (0,0%) | 49 (57,6%) |
| Афроамериканци    | 0 (0,0%) | 35 (41,2%) |
| Азијати           | 0 (0,0%) | 0 (0,0%)   |
| Хиспаноамериканци | 0 (0,0%) | 0 (0,0%)   |
| Укупно            | 0        | 85         |